# Scottish Cup 2018-2019
La Scottish Cup 2018-19 è stata la 134ª edizione del torneo. È iniziata l'11 agosto 2018 e si è conclusa il 25 maggio 2019. Il Celtic ha vinto il trofeo per la trentanovesima volta nella sua storia, la terza consecutiva.

## Formula del torneo
| Turno                     | Data              | Numero di incontri | Squadre | Entrano a questo turno                                                                                       |
| ------------------------- | ----------------- | ------------------ | ------- | --- |
| Primo turno preliminare   | 11 agosto 2018    | 7                  | 95 → 88 | 14 squadre dei campionati semipro minori                                                                     |
| Secondo turno preliminare | 1 settembre 2018  | 6                  | 88 → 82 | 6 squadre dei campionati semipro minori                                                                      |
| Primo turno               | 22 settembre 2018 | 18                 | 82 → 64 | 16 squadre di Highland Football League 14 squadre di Lowland Football League                                 |
| Secondo turno             | 20 ottobre 2018   | 16                 | 64 → 48 | 10 squadre di Scottish League Two 2 squadre di Highland Football League 2 squadre di Lowland Football League |
| Terzo turno               | 24 novembre 2018  | 16                 | 48 → 32 | 6 squadre di Scottish Championship 10 squadre di Scottish League One                                         |
| Quarto turno              | 19 gennaio 2019   | 16                 | 32 → 16 | 12 squadre di Scottish Premiership 4 squadre di Scottish Championship                                        |
| Ottavi di finale          | 9 febbraio 2019   | 8                  | 16 → 8  | - |
| Quarti di finale          | 2 marzo 2019      | 4                  | 8 → 4   | - |
| Semifinali                | 13-14 aprile 2019 | 2                  | 4 → 2   | - |
| Finale                    | 25 maggio 2019    | 1                  | 2 → 1   | - |

## Fase preliminare

### Primo turno preliminare
| Squadra 1           | Risultato | Squadra 2              |
| ------------------- | --------- | ---------------------- |
| 11 agosto 2018      |           |                        |
| Auchinleck Talbot   | 3 - 1     | Banks O'Dee            |
| Coldstream          | 4 - 2     | St. Cuthbert Wanderers |
| Golspie Sutherland  | 1 - 4     | Burntisland Shipyard   |
| Hawick Royal Albert | 0 - 5     | Bonnyrigg Rose         |
| Preston Athletic    | 3 - 1     | Glasgow University     |
| Threave Rovers      | 0 - 3     | Beith Juniors          |
| 12 agosto 2018      |           |                        |
| Tynecastle          | 0 - 2     | Shortlees              |

### Secondo turno preliminare
| Squadra 1         | Risultato | Squadra 2            |
| ----------------- | --------- | -------------------- |
| 1º settembre 2018 |           |                      |
| Preston Athletic  | 0 - 2     | Linlithgow Rose      |
| Auchinleck Talbot | 10 - 0    | Wigtown & Bladnoch   |
| Bonnyrigg Rose    | 3 - 0     | Shortlees            |
| Newton Stewart    | 0 - 3     | Coldstream           |
| Beith Juniors     | 3 - 2     | LTHV                 |
| Girvan            | 0 - 1     | Burntisland Shipyard |

## Primo turno
Il BSC Glasgow ha ricevuto un bye per il turno successivo a causa del ritiro dalla competizione del Selkirk.
| Squadra 1            | Risultato | Squadra 2               |
| -------------------- | --------- | ----------------------- |
| 21 settembre 2018    |           |                         |
| Inverurie Loco Works | 3 - 4     | Fraserburgh             |
| 22 settembre 2018    |           |                         |
| Brora Rangers        | 4 - 3     | Turriff Utd             |
| Burntisland Shipyard | 1 - 4     | Cumbernauld Colts       |
| Dalbeattie Star      | 0 - 0     | Kelty Hearts            |
| Deveronvale          | 2 - 1     | Bonnyrigg Rose          |
| Edusport Academy     | 3 - 1     | Buckie Thistle          |
| Forres Mechanics     | 2 - 2     | Civil Service Strollers |
| Gala Fairydean       | 6 - 0     | Lossiemouth             |
| Gretna 2008          | 3 - 2     | Vale of Leithen         |
| Huntly               | 1 - 4     | East Stirlingshire      |
| Linlithgow Rose      | 3 - 0     | Fort William            |
| Nairn County         | 1 - 3     | Beith Juniors           |
| Rothes               | 4 - 0     | Clachnacuddin           |
| Strathspey Thistle   | 0 - 2     | Coldstream              |
| Whitehill Welfare    | 1 - 0     | Edinburgh University    |
| Wick Academy         | 1 - 2     | Auchinleck Talbot       |
| 23 settembre 2018    |           |                         |
| Stirling University  | 2 - 1     | Keith                   |

### Replay
| Squadra 1               | Risultato | Squadra 2        |
| ----------------------- | --------- | ---------------- |
| 29 settembre 2018       |           |                  |
| Civil Service Strollers | 2 - 1     | Forres Mechanics |
| Kelty Hearts            | 3 - 1     | Dalbeattie Star  |

## Secondo turno
| Squadra 1         | Risultato | Squadra 2               |
| ----------------- | --------- | ----------------------- |
| 20 ottobre 2018   |           |                         |
| Albion Rovers     | 0 - 2     | Formartine Utd          |
| Beith Juniors     | 4 - 0     | Linlithgow Rose         |
| Berwick Rangers   | 3 - 1     | Gretna 2008             |
| Brora Rangers     | 6 - 0     | Coldstream              |
| Cove Rangers      | 1 - 1     | Auchinleck Talbot       |
| Cowdenbeath       | 2 - 1     | Clyde                   |
| Cumbernauld Colts | 1 - 4     | BSC Glasgow             |
| Deveronvale       | 1 - 2     | Stirling University     |
| East Kilbride     | 3 - 1     | Spartans                |
| Edinburgh         | 1 - 0     | Civil Service Strollers |
| Edusport Academy  | 1 - 2     | Fraserburgh             |
| Elgin City        | 2 - 0     | Whitehill Welfare       |
| Gala Fairydean    | 2 - 0     | East Stirlingshire      |
| Peterhead         | 3 - 2     | Kelty Hearts            |
| Rothes            | 0 - 1     | Annan Athletic          |
| Stirling Albion   | 1 - 2     | Queen's Park            |

### Replay
| Squadra 1         | Risultato | Squadra 2    |
| ----------------- | --------- | ------------ |
| 27 ottobre 2018   |           |              |
| Auchinleck Talbot | 2 - 1     | Cove Rangers |

## Terzo turno
| Squadra 1           | Risultato | Squadra 2         |
| ------------------- | --------- | ----------------- |
| 24 novembre 2018    |           |                   |
| Beith Juniors       | 0 - 3     | Ayr Utd           |
| Airdrieonians       | 3 - 0     | Dumbarton         |
| Alloa Athletic      | 3 - 0     | Brechin City      |
| Arbroath            | 0 - 1     | Stranraer         |
| Berwick Rangers     | 1 - 2     | East Fife         |
| Cowdenbeath         | 1 - 0     | Brora Rangers     |
| East Kilbride       | 1 - 0     | Gala Fairydean    |
| Forfar Athletic     | 2 - 0     | BSC Glasgow       |
| Fraserburgh         | 0 - 1     | Auchinleck Talbot |
| Montrose            | 0 - 0     | Annan Athletic    |
| Greenock Morton     | 1 - 1     | Peterhead         |
| Queen of the South  | 4 - 1     | Formartine Utd    |
| Queen's Park        | 0 - 3     | Raith Rovers      |
| Stenhousemuir       | 4 - 2     | Falkirk           |
| Stirling University | 0 - 4     | Elgin City        |
| 25 novembre 2018    |           |                   |
| Edinburgh           | 1 - 1     | Inverness         |

### Replay
| Squadra 1        | Risultato | Squadra 2       |
| ---------------- | --------- | --------------- |
| 27 novembre 2018 |           |                 |
| Annan Athletic   | 3 - 4     | Montrose        |
| Peterhead        | 0 - 3     | Greenock Morton |
| 4 dicembre 2018  |           |                 |
| Inverness        | 6 - 1     | Edinburgh       |

## Quarto turno
| Squadra 1         | Risultato | Squadra 2           |
| ----------------- | --------- | ------------------- |
| 19 gennaio 2019   |           |                     |
| Auchinleck Talbot | 1 - 0     | Ayr Utd             |
| Aberdeen          | 1 - 1     | Stenhousemuir       |
| Dundee            | 1 - 1     | Queen of the South  |
| East Fife         | 2 - 1     | Greenock Morton     |
| Hibernian         | 4 - 0     | Elgin City          |
| Inverness         | 4 - 0     | East Kilbride       |
| Kilmarnock        | 2 - 0     | Forfar Athletic     |
| Montrose          | 0 - 4     | Dundee Utd          |
| Motherwell        | 1 - 2     | Ross County         |
| Partick Thistle   | 4 - 1     | Stranraer           |
| Raith Rovers      | 3 - 0     | Dunfermline         |
| St. Johnstone     | 2 - 0     | Hamilton Academical |
| St. Mirren        | 3 - 2     | Alloa Athletic      |
| Celtic            | 3 - 0     | Airdrieonians       |
| 20 gennaio 2019   |           |                     |
| Hearts            | 1 - 0     | Livingston          |
| 30 gennaio 2019   |           |                     |
| Cowdenbeath       | 1 - 3     | Rangers             |

### Replay
| Squadra 1          | Risultato | Squadra 2 |
| ------------------ | --------- | --------- |
| 29 gennaio 2019    |           |           |
| Stenhousemuir      | 1 - 4     | Aberdeen  |
| Queen of the South | 3 - 0     | Dundee    |

## Ottavi di finale
| Squadra 1        | Risultato | Squadra 2          |
| ---------------- | --------- | ------------------ |
| 9 febbraio 2019  |           |                    |
| East Fife        | 0 - 1     | Partick Thistle    |
| Hibernian        | 3 - 1     | Raith Rovers       |
| St. Mirren       | 1 - 2     | Dundee Utd         |
| Kilmarnock       | 0 - 0     | Rangers            |
| 10 febbraio 2019 |           |                    |
| Celtic           | 5 - 0     | St. Johnstone      |
| Hearts           | 4 - 0     | Auchinleck Talbot  |
| Aberdeen         | 4 - 1     | Queen of the South |
| 11 febbraio 2019 |           |                    |
| Ross County      | 2 - 2     | Inverness          |

### Replay
| Squadra 1        | Risultato       | Squadra 2   |
| ---------------- | --------------- | ----------- |
| 19 febbraio 2019 |                 |             |
| Inverness        | 2 - 2 (5-4 dtr) | Ross County |
| 20 febbraio 2019 |                 |             |
| Rangers          | 5 - 0           | Kilmarnock  |

## Quarti di finale
| Squadra 1       | Risultato | Squadra 2 |
| --------------- | --------- | --------- |
| 2 marzo 2019    |           |           |
| Hibernian       | 0 - 2     | Celtic    |
| 3 marzo 2019    |           |           |
| Aberdeen        | 1 - 1     | Rangers   |
| Dundee Utd      | 1 - 2     | Inverness |
| 4 marzo 2019    |           |           |
| Partick Thistle | 1 - 1     | Hearts    |

### Replay
| Squadra 1     | Risultato | Squadra 2       |
| ------------- | --------- | --------------- |
| 12 marzo 2019 |           |                 |
| Hearts        | 2 - 1     | Partick Thistle |
| Rangers       | 0 - 2     | Aberdeen        |

## Semifinali
| Squadra 1      | Risultato | Squadra 2 |
| -------------- | --------- | --------- |
| 13 aprile 2019 |           |           |
| Hearts         | 3 - 0     | Inverness |
| 14 aprile 2019 |           |           |
| Aberdeen       | 0 - 3     | Celtic    |

## Finale
| Arbitro: | Collum |

|             |           |                         |
| Edwards 53’ | Marcatori | 62’ (rig.), 82’ Édouard |